# Naro Moru
Naro Moru é uma cidade do Quênia situada na antiga província Central, no condado de Nieri. De acordo com o censo de 2019, havia 8 097 habitantes.